# Muzio Calini
Muzio Calini (Brescia, 1525 – Terni, 22 aprile 1570) è stato un vescovo cattolico e scrittore italiano.

## Biografia
Nato a Brescia nel 1525, era figlio primogenito di Luigi, membro di una importante famiglia, titolare del feudo di Calino, e noto giurista, che era intimo amico del diplomatico Ludovico di Canossa, vescovo di Bayeux, di Galeazzo Florimonte, vescovo di Sessa Aurunca, e di Marcantonio Flaminio. Ebbe per maestri Aldo Manuzio e Marcantonio Flaminio e crebbe nel raffinato ambiente veneto di terraferma del Cinquecento, ricevendo un'ottima educazione umanistica, come testimonia una lettera di quest'ultimo del 1545 indirizzata al padre, nella quale ribadisce l'importanza dell'imitazione ciceroniana come strada verso il raggiungimento di una perfetta educazione letteraria ed intellettuale. Ci sono anche le lettere di Paolo Manuzio del 1545 e un'altra indirizzato a Francesco Luisino del 1547, nelle quali sono chiare l'ammirazione e la speranza riposte nel giovane.
Nel 1545 seguì a Cipro Alvise Cornaro, nipote della regina di Cipro e del vescovo di Brescia; fu suo segretario personale per tre anni. A Cipro riuscì a ottenere alcuni benefici, per cui in seguito entrò in dissidio con il governo veneziano. Nel 1549 con il Cornaro lasciò Cipro per trasferirisi a Malta e laggiù riuscì a entrare nell'Ordine dei Cavalieri. Mentre il Cornaro fu chiamato a Roma e poco dopo, nel 1551 divenne cardinale, il Calini lasciò Malta e con un collega cavaliere appartenente alla famiglia Carafa si recò a Napoli, dove fu ammesso alla corte del cardinale Carafa, al seguito del quale si recò poi a Roma, avendo deciso di abbracciare la carriera ecclesiastica. Nella sede papale entrava in contatto con la nutrita colonia bresciana di alti prelati umanisti, tra cui l'abate Martinengo, il Gambara, il suo vecchio maestro Paolo Manuzio ed altri, mantenendo i buoni rapporti con il suo vecchio protettore Cornaro e con il cardinale Carafa, sperando di conseguire alte cariche e benefici. All'inizio non ebbe successo: nel 1553 gli fu rifiutata la sede vescovile di Adria e più tardi l'arcivescovato di Cipro; solo nel 1554 ottenne il vicariato generale dell'arcivescovato di Zara, di cui il Cornaro era l'arcivescovo effettivo; il 17 luglio 1555 fu nominato per la cattedra zaratina per rinunzia del suo protettore, accettata dal nuovo papa Paolo IV. Prese possesso della sede nel febbraio 1556 e fin dal principio iniziò una battaglia contro l'impiego della lingua croata e della scrittura glagolitica nella liturgia. Per questo motivo fondò un collegio, alla cui direzione chiamò il gesuita Nicolás Bobadilla. Il Calini fu inoltre uno dei quattro teologi incaricati di redigere il Catechismo Tridentino.